# برج تاریک (فیلم)
برج تاریک (انگلیسی: The Dark Tower) یک فیلم در ژانر وسترن، فانتزی و ماجراجویی به کارگردانی نیکولای آرسل است که در سال ۲۰۱۷ منتشر شد. این فیلم بر اساس رمانی به همین نام نوشته استیون کینگ ساخته شده است و بازیگرانی همچون ادریس البا؛ متیو مک‌کانهی و کاترین وینیک در آن ایفای نقش کرده‌اند.
برج تاریک از سوی منتقدان مورد استقبال واقع نشد و نقدهایی منفی دریافت کرد.
سایت راتن تومیتوز گزارش کرد که تنها ۱۶٪ منتقدین به فیلم نمره قبولی داده‌اند که این میانگین از روی ۲۰۹ نقد به دست آمده است که در مجموع امتیاز ۴/۱۰ را نصیب فیلم می‌کند.در سایت متاکریتیک نیز برج تاریک نمره ۳۴/۱۰۰ گرفته است که این نمره از روی ۴۶ نقد بدست آمده است.

## داستان
جیک چمبرز (تام تیلور) یک جوان یازده ساله ماجراجو و جستجوگر است. در حین این جستجوها او سرنخی را از یکی دیگر از ابعاد جهان به نام (میدورلد) کشف می‌کند. پس از کشف این راز او وارد سفری به این بعد می‌شود. جایی که با شوالیه تنهای مرزنشینی به نام رولاند دسچین (ادریس البا) برخورد می‌کند. شوالیه در پی رسیدن به برج تاریک است. جاییکه در آخر دنیا واقع شده است. او می‌خواهد در فضازمان سفر کند و میدورلد را از انقراض نجات دهد؛ ولی او در این مسیر با هیولاهای مختلف و ساحر شروری به نام والتر پدیک (متیو مک کانهی) برخورد می‌کند و تا پایان این مسیر با مشکلات زیادی مواجه است.

## بازیگران
- ادریس البا
- متیو مک‌کانهی
- کاترین وینیک
- جکی ارل هیلی
- فران کرانتس
- ابی لی کرشاو
- کیم کلودیا
- ژوزه زونیگا